# Hooge Maey
De Hooge Maey is een 100 hectare grote afvalstortzone in het havengebied van de Belgische stad Antwerpen. Het is gelegen vlak ten noorden van het grote rangeerstation Station Antwerpen-Noord en het natuurgebied De Kuifeend. Het gebruik als stortplaats voor restafval is na decennia met zeer grote stortingen, teruggelopen in het eerste decennium van de 21e eeuw. Gelijktijdig is de uitbating van de zone overgegaan op de sanering en exploitatie als gebied voor energiewinning.
De stortplaats werd in het midden van de jaren '60 van de 20e eeuw in gebruik genomen op een gebied waar de verhoogde polder gekend was als de Hooge Maey. De industrie kende een expansieve groei, de regelgeving rond afvalverwerking was nog zeer beperkt, en in de eerste dertig jaar van het bestaan van de stortplaats werd er dan ook heel wat gevaarlijk materiaal, waaronder dioxines, op de Hooge Maey gestort.
De Intercommunale Vereniging Hooge Maey werd in december 1998 opgericht door de stad Antwerpen, de gemeenten Stabroek, Kapellen, Duffel, Bornem en Aartselaar, vier afvalintercommunales Igean, Ivarem, Isvag en Ibogem, het provinciebestuur van Antwerpen en de private deelnemer INDAVER. Het doel was de sanering en duurzame toekomstgerichte exploitatie van deze stortplaats met minimale risico's voor de omgeving.
Het storten van afval is de loop der jaren sterk afgenomen. In 2005 werd er nog 347.448 ton afval gedumpt. In 2010 was dit afgenomen tot 64.315 ton.

## Sanering
Vanaf 2002 werd de oude stortplaats gesaneerd. Er is geen contact meer van de afvallagen met het grondwater of met de lucht. De grootste afvalberg werd in 2010 afgedekt met vijf waterdichte lagen met daarop aarde en een nieuwe grasbegroeiing. Deze zone van de Hooge Maey, met een oppervlakte van 33,5 hectare, werd met 55 meter het hoogste topografisch punt van de provincie Antwerpen.
De sanering ging samen met de uitbouw van installaties voor energiewinning. Door methaangas via leidingen aan de afvalbergen te onttrekken, kwam dit niet meer in de atmosfeer terecht. Met het gas produceren vier biogasmotoren 24.000 MWh elektriciteit voor het net. Ook zonnepanelen (550 vierkante meter) op de zuidelijke helling en een windmolens leveren elektriciteit voor het net.